# 火体虫属
火体虫（學名：Pyrosomsa）是火体虫目火体虫科之下一個属火体虫属（亦作磷海鞘属）物種的通稱，均為自由浮动的被囊动物群落。通常栖息在公海上层的温暖海水中，尽管有些可能在更深处被发现。火体虫群体是由几百到几千个被称为“个虫”（zooid）的个体组成的圆筒形或锥形群体，其尺寸范围从小于一厘米到几米长。他们通常被称为“海泡菜”或“海洋独角兽”。
每个个虫只有几毫米大小，但是嵌入了一个加入了所有个体的共同的凝胶状的外衣。每个个虫都向“管”状群体的内部和外部开放，从外部吸入海水到其内部的过滤网被称为“鳃笼”，用于提取微小的植物细胞上的供给物，然后将过滤后的水排到群体的圆筒内。群体在外面是凹凸不平的，每个“凹凸”代表一个单一的个虫，但整体上近乎光滑，虽然每个个虫都在其内部穿孔。
火体虫群体是浮游生物，这意味着它们的运动在很大程度上受海流，潮汐和海浪的控制。 然而，在较小的范围内，每个群体都可以通过喷射推进的过程缓慢移动，这是由所有群体的鳃笼中的纤毛的协调跳动产生的，这也产生了进食流。
火体虫是明亮的生物发光体，闪烁着浅蓝色绿色的光，能够看到数十米外的区域。其名称 Pyrosoma来自希腊语(Pyro =火"fire"， soma =身体"body")。火体虫与樽海鞘有亲缘关系，有时被称为"火樽海鞘"。水手在海上偶尔会观察到平静的海面中含有很多火体虫，所有的一切都在黑夜里发光。

## 生物体之发光
虽然很多浮游生物都会发光，但火体虫的生物发光在其光彩和持续发光方面是不寻常的 ，并引起了科学家托马斯·亨利·赫胥黎于海边看到它们时在下面的评论：
“我刚刚注视着最美时候的月亮，并看着那些更小的“月亮”——美丽的火体虫就像水中的白热气筒一样闪闪发光。"(托马斯·亨利·赫胥黎，1849年)。

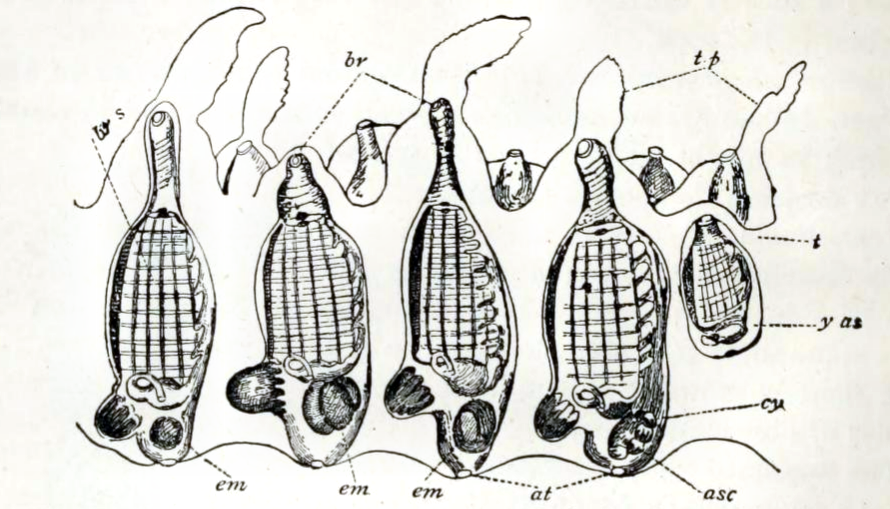
穿过火体虫的截面图（放大）显示单层海鞘型虫体; br）鳃孔; at）心房孔; tp）测试过程; br s）鳃囊

因为每个个体动物都会检测光线，然后发出光线，火体虫通常会在集群中来回传递光线。每个“个虫”包含一对发光器官位于靠近外面的外衣，这些器官充满了可能是细胞内生物发光细菌的发光细胞器。在集群内移动的生物发光波显然不是由神经元传播，而是由光刺激过程传播。 闪烁的"个虫"不仅通过发光刺激群体内的其他"个虫"发光，而且邻近的火体虫群体也会响应进行生物发光。火体虫群体对机械刺激(接触)做出生物发光响应，正如同光的激发一样。

## 物种

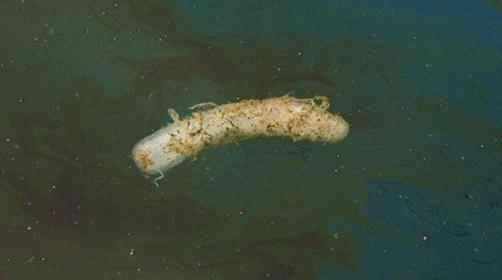
在2010年墨西哥湾附近发现的火体虫浮尸。

以下四個物种被世界海洋物种目录（WoRMS）接受为本属的有效物種名稱：
- Pyrosoma aherniosum Seeliger, 1895
- Pyrosoma atlanticum Péron, 1804
- Pyrosoma godeauxi van Soest, 1981
- Pyrosoma ovatum Neumann, 1909

## 北太平洋水华
据观察，在2017年，北美太平洋沿岸至北极阿拉斯加的热带地区，火体虫呈现出前所未有的数量。其原因尚不清楚，但有一种假设认为，这种水华可能部分是由于沿海地区出现的异常温暖的水超过了前几年。科学家们担心，如果大量火体虫死亡，它可以造成一个庞大的死亡区，因为分解它们的身体会消耗溶解在周围海水中的大量氧气。。

## 外部連結
- Huge pyrosome captured in the North Atlantic - story and images
- Images taken by divers off southern California （页面存档备份，存于）
- The Bioluminescence Web Page （页面存档备份，存于）
- Divers with huge southern hemisphere pyrosomes
- Millions of tropical sea creatures invade waters off B.C. coast （页面存档备份，存于）
- Researchers Investigate Explosion in the Number of Pyrosomes off Alaska （页面存档备份，存于）
- R R Helm. . Deep Sea News. 1 August 2013  [2018-04-05]. （原始内容存档于2018-03-25）.